# Scraptia humilis
Scraptia humilis là một loài bọ cánh cứng trong họ Scraptiidae. Loài này được Fairmaire & Germain miêu tả khoa học năm 1863.